# Mái chèo (thực vật)
Mái chèo, mái dầm hay vạn niên thanh cửa sông (danh pháp khoa học: Aglaodorum griffithii) là loài thực vật có hoa duy nhất thuộc chi Aglaodorum trong họ Ráy (Araceae). Loài này được (Schott) Schott mô tả khoa học đầu tiên năm 1858.
Aglaodorum griffithii cực kỳ giống với các loài minh ty của chi Aglaonema. Khác biệt chính là ở chỗ Aglaodorum có quả màu xanh lục trong khi Aglaonema có quả màu đỏ. Ngoài ra, Aglaodorum có cuống hoa dài hơn và chỉ có một vòng hoa thay vì nhiều vòng như ở Aglaonema.
Aglaodorum sinh sống trên các nền bùn vùng thủy triều ở Borneo, Sumatra, miền nam Đông Dương và bán đảo Mã Lai. Nó thường mọc cùng Cryptocoryne ciliata và Nypa fruticans. Đặc trưng thú vị của loài này là hạt nảy mầm trước khi rụng khỏi cây. Hạt của nó khá lớn về kích thước.